# Силавенго
Силавѐнго (на италиански: Sillavengo; на пиемонтски: Silavengh, Силавенг, на местен диалект: Scilavengh, Шилавенг) е село и община в Северна Италия, провинция Новара, регион Пиемонт. Разположено е на 192 m надморска височина. Населението на общината е 587 души (към 2010 г.).